# Jimmy Jimmy
Jimmy Jimmy (Jimmy Two-Shoes) è una serie televisiva animata canadese del 2009, creata da Edward Kay e Sean Scott. 
La serie è stata trasmessa per la prima volta in Canada su Teletoon dal 13 febbraio 2009 al 15 luglio 2011, per un totale di 52 episodi (e 104 segmenti) ripartiti su due stagioni. In Italia la serie è stata trasmessa su Disney XD dal 28 settembre 2009.

## Trama
Essa racconta la storia di un ragazzo quattordicenne di nome James "Jimmy" Two-Shoes che aveva un'aria ottimista di natura che vive a Miseryville, il luogo più triste e sgradevole della terra, dove il divertimento è bandito, e gli abitanti vivono nel tormento e infelicità.
Lucius L'odioso VII, il crudele capo della città, vuole a tutti i costi aumentare il panico e terrore a Miseryville, ma a sconvolgere i suoi piani malefici ci pensa Jimmy con i suoi amici Beezy, amante del cibo, Heloise è l'aiutante del sindaco della città, ma presta aiuto spesso anche a Jimmy, tranne quando la chiama bambina. Jimmy ha un solo obiettivo: portare con il suo entusiasmo dilagante, allegria e positività tra la gente di Miseryville, spesso contagiando anche il terribile Lucius. 
Jimmy affronta ogni ostacolo come un'opportunità, lui trae sempre il meglio dalle situazioni, per non arrabbiarsi finge di camminare attraverso un invisibile campo di forza, e quando si mette un'idea in testa, non si arrende di fronte a nulla. Heloise è una ragazzina vivace e diabolica, è a capo del dipartimento di Ricerca e Sviluppo della Misery Inc. ed è segretamente innamorata di Jimmy. 
Il lato malefico della ragazzina vince sempre anche se cerca di essere gentile. Beezy è pigro ed è il migliore amico di Jimmy, detesta essere figlio di Lucius e fa di tutto per far non farlo arrabbiare. Ci sono tre personaggi secondari che sono Samy che è l'assistente di Lucius, Cerbee è il fedele e disobbediente animale di Jimmy e Jez la fidanzata di Lucius.

## Episodi
| Stagione         | Episodi | Prima TV USA | Prima TV Italia |
| ---------------- | ------- | ------------ | --------------- |
| Prima stagione   | 26      | 2009         | 2009            |
| Seconda stagione | 26      | 2010-2011    |                 |

## Personaggi e doppiatori

### Personaggi principali
- James "Jimmy" Two-Shoes, voce originale di Cory Doran, italiana di Davide Garbolino.
- Beezy J. Heinous, voce originale di Brian Froud, italiana di Edoardo Stoppacciaro.
- Heloise, voce originale di Tabitha St. Germain, italiana di Monica Bertolotti.
- Lucius VII L'Odioso, voce originale di Sean Cullen, italiana di Stefano Mondini.
- Samuel "Samy" Garvin, voce originale di Dwayne Hill, italiana di Fabrizio Mazzotta.
- Cerbee.

### Personaggi secondari
- Principessa Arianna, voce originale di Sunday Muse, italiana di Antonella Baldini.
- Il colonnello, voce italiana di Emiliano Ragno.
- Dorkus, voce originale di Dwayne Hill, italiana di Andrea Quartana.